# Ducrot SLD

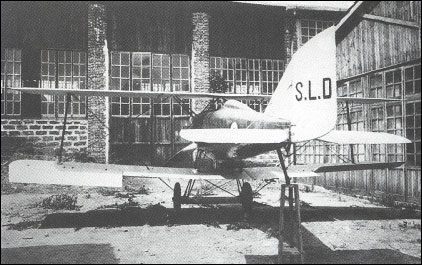

Ducrot SLD là một mẫu thử máy bay tiêm kích của Ý, do hãng Ducrot chế tạo năm 1918.

## Quốc gia sử dụng
Ý

## Tính năng kỹ chiến thuật
Đặc tính tổng quan
- Diện tích cánh: 22 m2 (240 foot vuông)
- Trọng lượng rỗng: 610 kg (1.345 lb)
- Trọng lượng có tải: 810 kg (1.786 lb)
- Động cơ: 1 × Hispano-Suiza , 149 kW (200 hp)

Hiệu suất bay
- Vận tốc cực đại: 300 km/h (186 mph; 162 kn)
- Vận tốc lên cao: 8,333 m/s (1.640,4 ft/min)
- Thời gian lên độ cao: 5,000 m (16 ft) trong 10 phút